# Gösta Andersson
Gösta Andersson (* 15. Februar 1917 in Selånger; † 12. September 1975 in Sundsvall) war ein schwedischer Ringer. Er war Olympiasieger 1948 in London.

## Werdegang
Gösta Andersson begann als Jugendlicher beim Skene BK mit dem Ringen. Nach ersten größeren Erfolgen wechselte er zum Sportclub Sundsvall AIK. Er entwickelte sich zu einem ausgezeichneten Ringer im griechisch-römischen Stil und erreichte ab 1937 sehr gute Platzierungen bei den schwedischen Meisterschaften, wenngleich er seinen ersten schwedischen Meistertitel erst 1945 gewann. Seinen Einstand bei internationalen Meisterschaften gab er bei der Europameisterschaft 1938 in Tallinn im griechisch-römischen Stil im Leichtgewicht, wo er nach drei Siegen von dem Deutschen Heinrich Nettesheim besiegt wurde und auf den 3. Platz kam. 1939 gewann Gösta in Oslo etwas überraschend den Europameistertitel im Leichtgewicht. Er verlor zwar gegen den Türken Yaşar Doğu, siegte aber über den finnischen Olympiasieger von 1936 Lauri Koskela.
Danach unterbrach der Zweite Weltkrieg die internationale Karriere Göstas für acht Jahre, denn erst 1947 wurden wieder Europameisterschaften im griechisch-römischen Stil durchgeführt. Er startete 1947 in Prag im Weltergewicht und unterlag, wie schon vor acht Jahren, gegen Yaşar Doğu und wurde Vizeeuropameister.
Bei den Olympischen Spielen 1948 in London gelang Gösta dann der ganz große Triumph. Er siegte fünfmal und gewann in überlegenem Stil die Goldmedaille. Sein härtester Gegner war der Ungar Miklós Szilvási, den Gösta auspunktete.
1950 fanden erstmals seit 1922 wieder Weltmeisterschaften im griechisch-römischen Stil statt. Gösta war in Stockholm dabei und gewann eine Bronzemedaille nach einer überraschenden Niederlage gegen den international bis dahin unbekannten Finnen Matti Siimanainen, der die Gunst der Stunde nutzte und Weltmeister wurde.
Mit einer Silbermedaille bei den Olympischen Spielen 1952 in Helsinki beendete Gösta Andersson seine großartige Laufbahn. Nach vier Siegen unterlag er im Finale dieses Mal dem Ungarn Miklós Szilvássy, der Olympiasieger wurde.

## Internationale Erfolge
(OS = Olympische Spiele, WM = Weltmeisterschaft, EM = Europameisterschaft, GR = griechisch-römischer Stil, Le = Leichtgewicht, We = Weltergewicht, damals bis 67 kg bzw. 73 kg Körpergewicht)
- 1938, 3. Platz, EM in Tallinn, GR, Le, mit Siegen über Ahmet Yener, Türkei, Abraham Kurland, Dänemark und Erik Kalnins, Lettland und einer Niederlage gegen Heinrich Nettesheim, Deutschland;
- 1939, 1. Platz, EM in Oslo, GR. Le, mit Siegen über Jean Vaissier, Frankreich und Lauri Koskela, Finnland und trotz einer Niederlage gegen Yaşar Doğu, Türkei;
- 1947, 2. Platz, EM in Prag, GR, We, mit Siegen über Mahmoud Osman, Ägypten, Nikolai Kozarski, Sowjetunion und Karel Zvonař, Tschechoslowakei und einer Niederlage gegen Yaşar Doğu;
- 1948, Goldmedaille, OS in London, GR, We, mit Siegen über René Chesneau, Frankreich, Johan Schouten, Niederlande, Luigi Rigamonti, Italien, Henrik Hansen, Dänemark und Miklós Szilvási, Ungarn;
- 1950, 3. Platz, WM in Stockholm, GR, We, mit Siegen über Björn Cook, Norwegen, Abdel Moustafa, Ägypten, René Chesneau, Miklós Szilvási und einer Niederlage gegen Matti Siimanainen, Finnland;
- 1952, Silbermedaille, OS in Helsinki, GR, We, mit Siegen über Semen Maruschkin, Sowjetunion, Haakon Olsen, Dänemark, Anton Mackowiak, Deutschland und Khalil Taha, Libanon und einer Niederlage gegen Miklós Szilvási

## Schwedische Meisterschaften
Gösta Andersson gewann die schwedische Meisterschaft im griechisch-römischen Stil 1945, 1947, 1948, 1949 und 1950, jeweils im Weltergewicht.